# Berlin et ses monuments

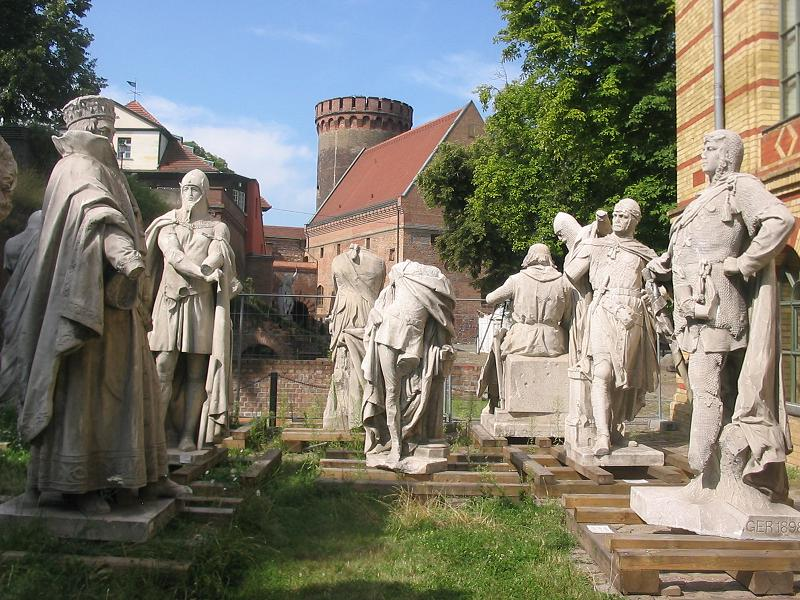
Statues exposées, faisant partie à l'origine de la Siegesallee.

Berlin et ses monuments, en allemand Enthüllt. Berlin und seine Denkmäler, est une exposition permanente du musée de la citadelle de Spandau, inaugurée en 2016 et consacrée aux statues et sculptures déboulonnées et retirées de l'espace public en Allemagne.

## Histoire
L'exposition est inaugurée en 2016. 

## Concept
Les sculptures sont remises en contexte grâce à des explications historiques. Les statues peuvent être touchées par les visiteurs, ce qui correspond à une manière de les désacraliser.

## Collections
Le musée Zitadelle héberge des anciennes statues historiques et politiques disposées à Berlin. Il dispose notamment d'un exemplaire du Décathlonien d'Arno Breker, et d'une tête de Lénine en granit appartenant à une statue en pied de 19 m réalisée par Nikolaï Tomski, et déterrée en 2015,. Le musée expose aussi les chevaux de Thorak (Schreitenden Pferde), deux sculptures de Josef Thorak qui ornaient la nouvelle chancellerie du Reich puis disparues en 1945. Récupérées en 2015, elles ont été transférées au musée à l'été 2021.